# Lorne Webster
Lorne Charles Webster
Lorne Charles Webster (né le 19 septembre 1928 - 15 décembre 2004) est un financier, homme d'affaires et philanthrope canadien. Il a été président et fondateur de Prenor Group Limited, un conglomérat avec plus de 500 millions $ de dollars d'actifs qui avaient des investissements dans l'assurance, les services fiduciaires, la gestion de placements et l'immobilier au Canada, aux États-Unis et en Europe. Il a également été copropriétaire et cofondateur des Expos de Montréal,.
Webster est né à Montréal, au Québec, en 1928 et a fait ses études au Lower Canada College et à l'Université McGill. Il a commencé sa carrière dans l'entreprise familiale, Canadian Import, une compagnie pétrolière.

## Carrière
Webster a été administrateur de la Banque de Montréal, de Domtar, de Murphy Oil, de Québecor et de Dale-Ross Holdings.

### Immobilier
Webster était un partenaire d'affaires de longue date de l'investisseur immobilier René G. Lépine. En 1969, Webster et Lépine ont acheté l'immeuble de 140 logements Tour Horizon au 1212, avenue des Pins à Montréal pour 3 millions $ de dollars. La même année, ils ont acheté l'immeuble de 181 logements Le Cartier au 1115, rue Sherbrooke à Montréal de la Montreal Trust Company hors séquestre pour 6 millions $ de dollars. Les deux bâtiments présentaient un taux d'inoccupation élevé et ont été rénovés en profondeur. En 1971, Lépine et Webster voulaient acheter le manoir Van Horne, adjacent au Cartier, et prévoyaient un développement d'immeuble de bureaux de 7 millions de dollars. Lépine a acheté les actions de la famille Webster de la Tour Le Cartier en 2005.

## Vie privée
Son grand-père paternel était Lorne Campbell Webster. Son grand-père maternel était Charles Frosst, fondateur de l'entreprise qui est devenue Merck Frosst.